# Laxsjön, Dalsland
Laxsjön är en sjö i Bengtsfors kommun i Dalsland och ingår i Göta älvs huvudavrinningsområde. Sjön är 46 meter djup, har en yta på 16,2 kvadratkilometer och befinner sig 75,2 meter över havet. Sjön avvattnas och genomflyts av vattendraget Upperudsälven och är en del av Dalslands kanal..
Sjön ligger mellan Dals Långed och Laxarby och har två slussar, en i Billingsfors och en i Dals Långed. Halvön Baldersnäs med sin vackra herrgård och engelska park ligger i södra delen av Laxsjön.

## Delavrinningsområde
Laxsjön ingår i delavrinningsområde (654534-129777) som SMHI kallar för Utloppet av Laxsjön. Medelhöjden är 107 meter över havet och ytan är 49,62 kvadratkilometer. Räknas de 281 avrinningsområdena uppströms in blir den ackumulerade arean 3 118,02 kvadratkilometer. Upperudsälven som avvattnar avrinningsområdet har biflödesordning 2, vilket innebär att vattnet flödar genom totalt 2 vattendrag innan det når havet efter 186 kilometer. Avrinningsområdet består mestadels av skog (45 procent). Avrinningsområdet har 16,47 kvadratkilometer vattenytor vilket ger det en sjöprocent på 33,1 procent. Bebyggelsen i området täcker en yta av 3,8 kvadratkilometer eller 8 procent av avrinningsområdet.